# Nhãn
Nhãn (danh pháp hai phần: Dimocarpus longan) (chữ Hán(𣘃𣟫): 龙眼/龍眼; âm Hán Việt: "long nhãn"; nghĩa là "mắt rồng" vì hạt có màu đen bóng) là loài cây cận nhiệt đới lâu năm thuộc họ Bồ hòn (Sapindaceae), có nguồn gốc miền nam Trung Quốc. Loài này còn được gọi là quế viên (桂圆) trong tiếng Trung, lengkeng trong tiếng Indonesia, mata kucing trong tiếng Mã Lai.

## Mô tả cây nhãn
Cây cao 9 -10 m. Vỏ cây xù xì, có màu xám. Thân nhiều cành, lá um tùm xanh tươi quanh năm. Lá kép hình lông chim, mọc so le, gồm 5 đến 9 lá chét hẹp, dài 7 - 20 cm, rộng 2,5 - 5 cm. Mùa xuân vào các tháng 2, 3, 4 ra hoa màu vàng nhạt, mọc thành chùm ở đầu cành hay kẽ lá, đài 5 - 6 răng, tràng 5 - 6, nhị 6 - 10, bầu 2 - 3 ô. Quả tròn có vỏ ngoài màu vàng xám, hầu như nhẵn. Hạt đen nhánh, có áo hạt màu trắng bao bọc. Mùa quả là vào khoảng tháng 7- 8. Cây nhãn tương đối chịu rét hơn so với các cây cùng họ như vải, đồng thời cũng ít kén đất hơn.

## Phân bố
Nhãn được trồng nhiều ở Việt Nam, miền Hoa Nam, Thái Lan, Ấn Độ, và Indonesia.

## Các giống
Có nhiều giống: nhãn trơ cùi cùi rất mỏng, nhãn nước nhiều nước. Ngoài ra, còn có các giống nhãn nổi tiếng sau:

### Nhãn xuồng cơm vàng
Giống nhãn xuồng cơm vàng là giống có nguồn gốc ở Vũng Tàu, tỉnh Bà Rịa – Vũng Tàu, được trồng bằng hạt, cùi dày, màu hanh vàng, ráo nước, dòn, rất ngọt, được thị trường ưa chuộng. Đặc điểm dễ nhận diện là quả có dạng hình xuồng. Quả chưa chín gần cuống có màu đỏ. Khi chín vỏ nhãn có màu vàng da bò. Xuồng cơm vàng thích hợp trên vùng đất cát; nếu trồng trên đất thịt hoặc sét nhẹ nên ghép trên gốc ghép là giống tiêu da bò.

### Nhãn lồng Hưng Yên
Cây "nhãn tổ" với hàng trăm năm tuổi hiện vẫn còn ở chùa Thiên Ứng, tục gọi là chùa Hiến, Phố Hiến Hạ, nay thuộc phường Hồng Châu, thành phố Hưng Yên. Giống nhãn xuất phát từ Hưng Yên từ lâu đã có tiếng là ngon ngọt nên từng được tiến cung dâng vua. Cũng vì vậy mà còn được gọi là "nhãn tiến vua". Lê Quý Đôn đã ghi nhận hương vị xuất sắc của nhãn xứ Hưng Yên.
Tên "nhãn lồng" bắt nguồn từ việc khi nhãn chín phải dùng lồng bằng tre, nứa giữ cho chim, dơi khỏi ăn. Nhãn Hưng Yên có quả to, vỏ gai và dày, vàng sậm. Cùi nhãn dày và khô, mọng nước, hạt nhỏ. Vị thơm ngọt như đường phèn. Đáy quả có hai dẻ cùi lồng xếp rất khít.

### Nhãn tiêu da bò
Có tên khác là "nhãn quế", có nguồn gốc từ Huế. Quả nhỏ, vỏ mỏng, nhẵn và có màu nâu sáng vàng.

### Phân loài
Dimocarpus longan được GRIN chia thành 2 phân loài:
1. D. longan subsp. longan
2. D. longan subsp. malesianus

Dimocarpus longan được nhà thực vật học Leenhouts, Pieter Willem (trong Blumea; Tijdschrift voor de Systematiek en de Geografie der Planten (A Journal of Plant Taxonomy and Plant Geography), 1971) phân ra các thứ sau:
1. D. longan thứ echinatus
2. D. longan thứ longetiolatus
3. D. longan thứ malesianus
4. D. longan thứ obtusus

## Sử dụng
Cùi nhãn khô hay long nhãn nhục (Arillus longanae) dẻo, có màu nâu hoặc nâu đen, được dùng làm thực phẩm đồng thời là một vị thuốc thường được dùng trong Đông y chữa các chứng bệnh hay quên, thần kinh kém, suy nhược, hay hoảng hốt, khó ngủ. Tiếng Hoa gọi cùi nhãn khô là viên nhục (圓肉), nghĩa là "cục thịt tròn". Hạt nhãn được dùng để chữa các chứng chốc lở, gội đầu, đứt tay, chân.
Theo Đông Y, nhãn nhục có tính ấm, những người có cơ địa nóng trong không nên dùng nhãn nhục quá thường xuyên.
Ngoài ra long nhãn nhục cũng được dùng trong chế biến một số món chè.

## Hình ảnh

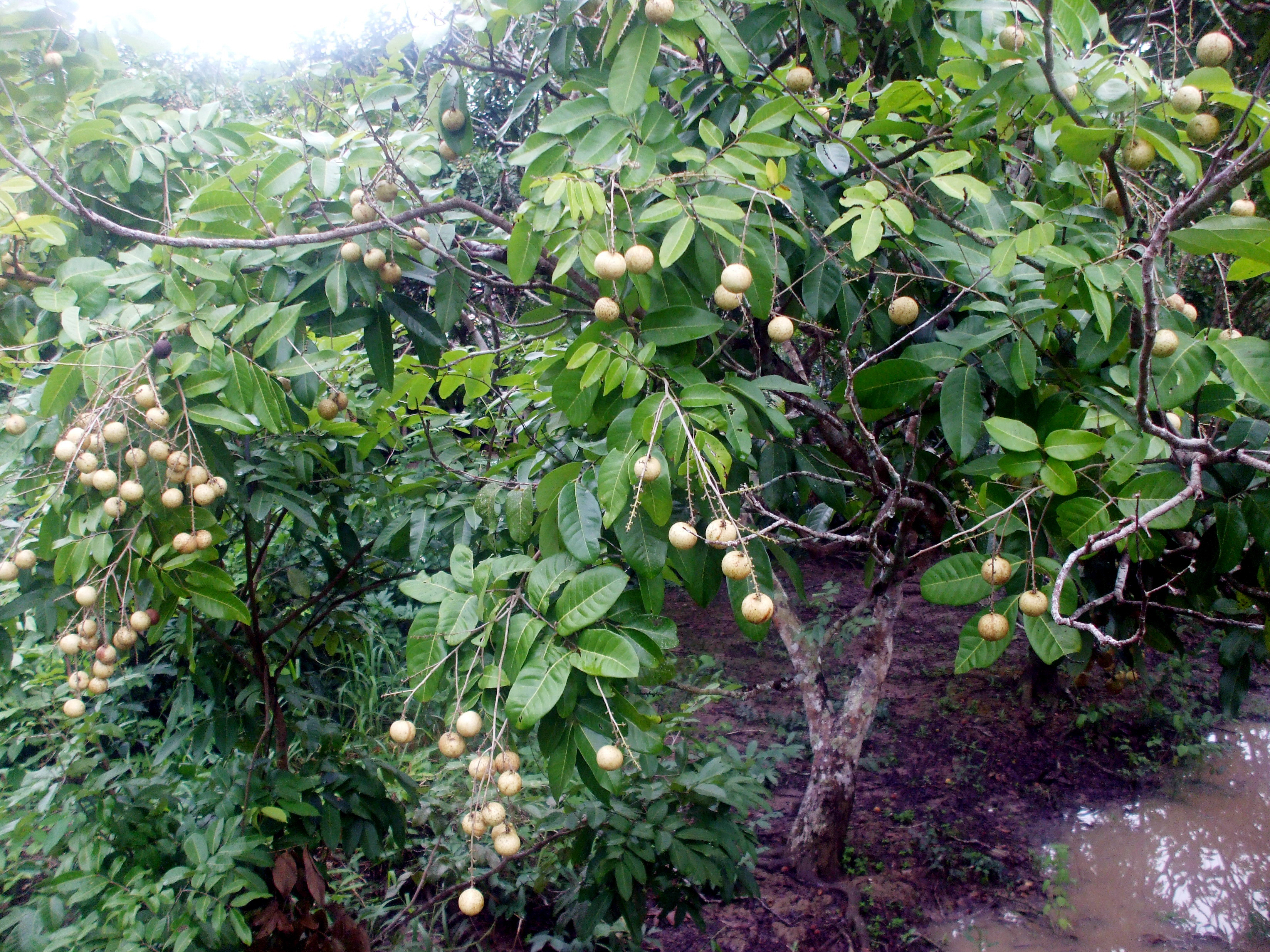
Một cây nhãn
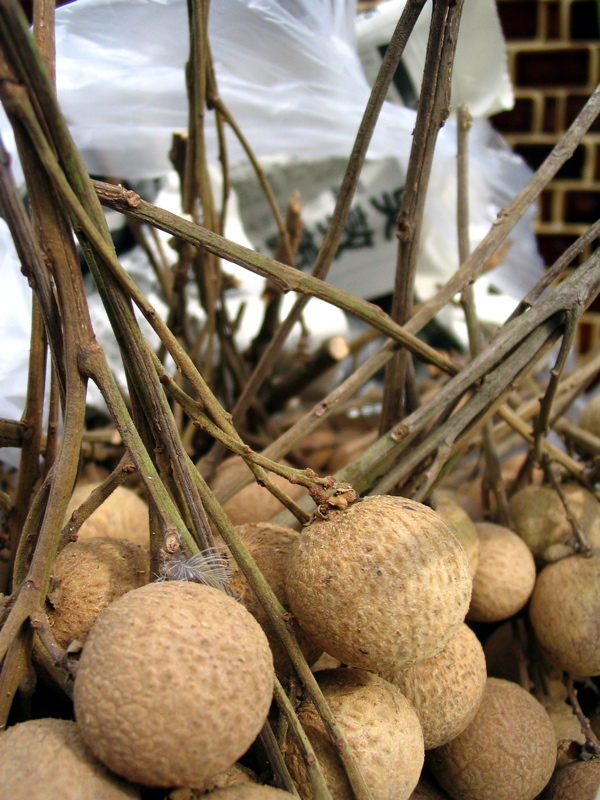
Một chùm nhãn
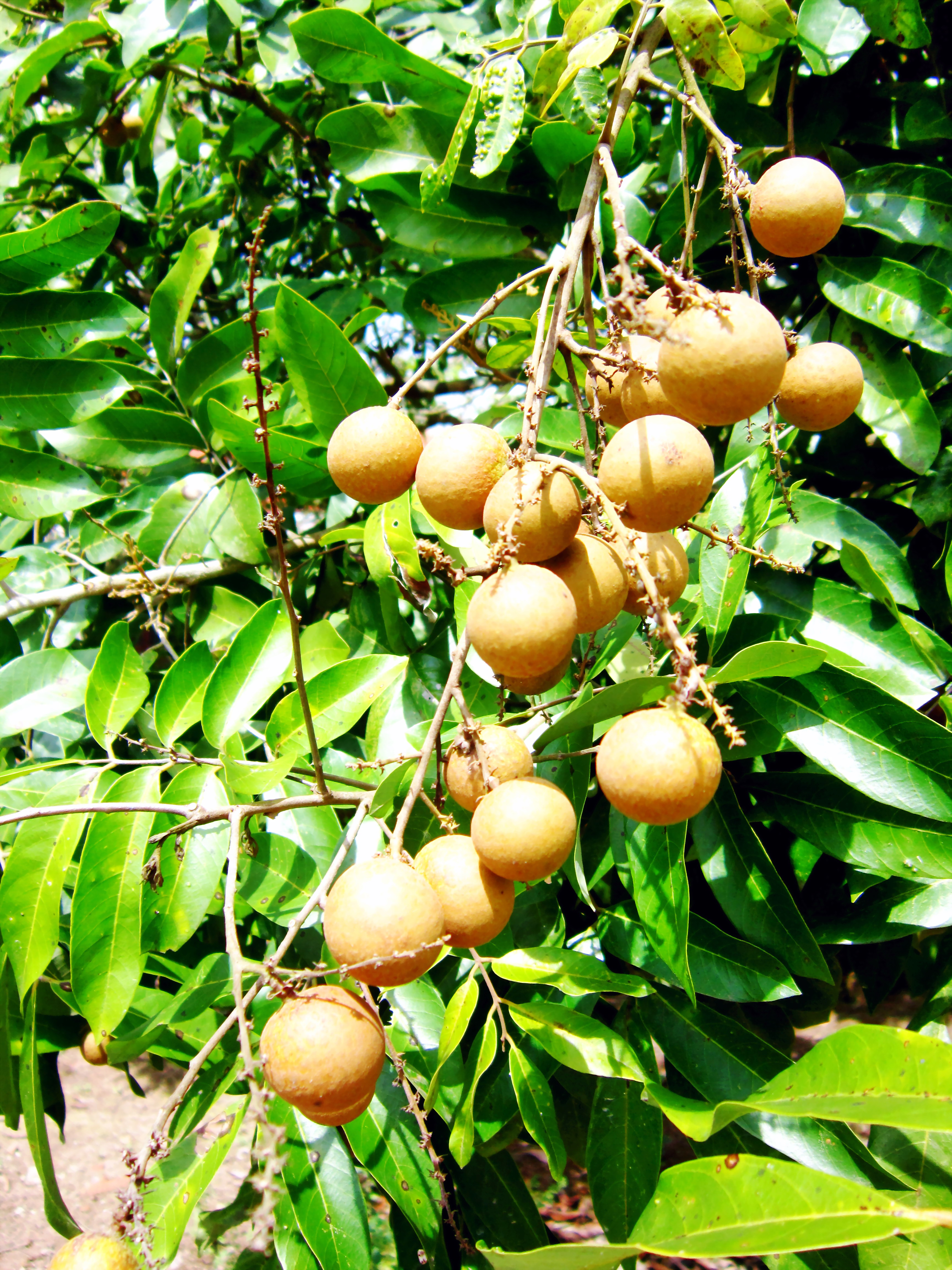
Một chùm nhãn
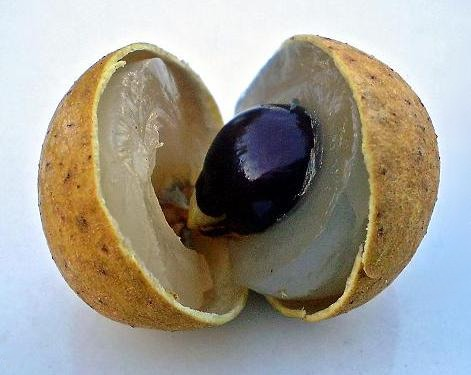
Một quả nhãn bóc vỏ, lộ cùi và hạt
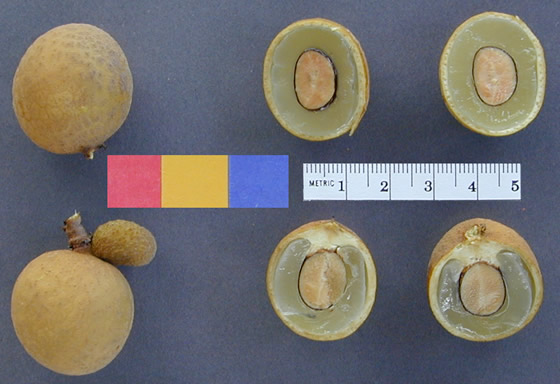
Kích thước quả nhãn chưa bóc và quả nhãn bổ đôi
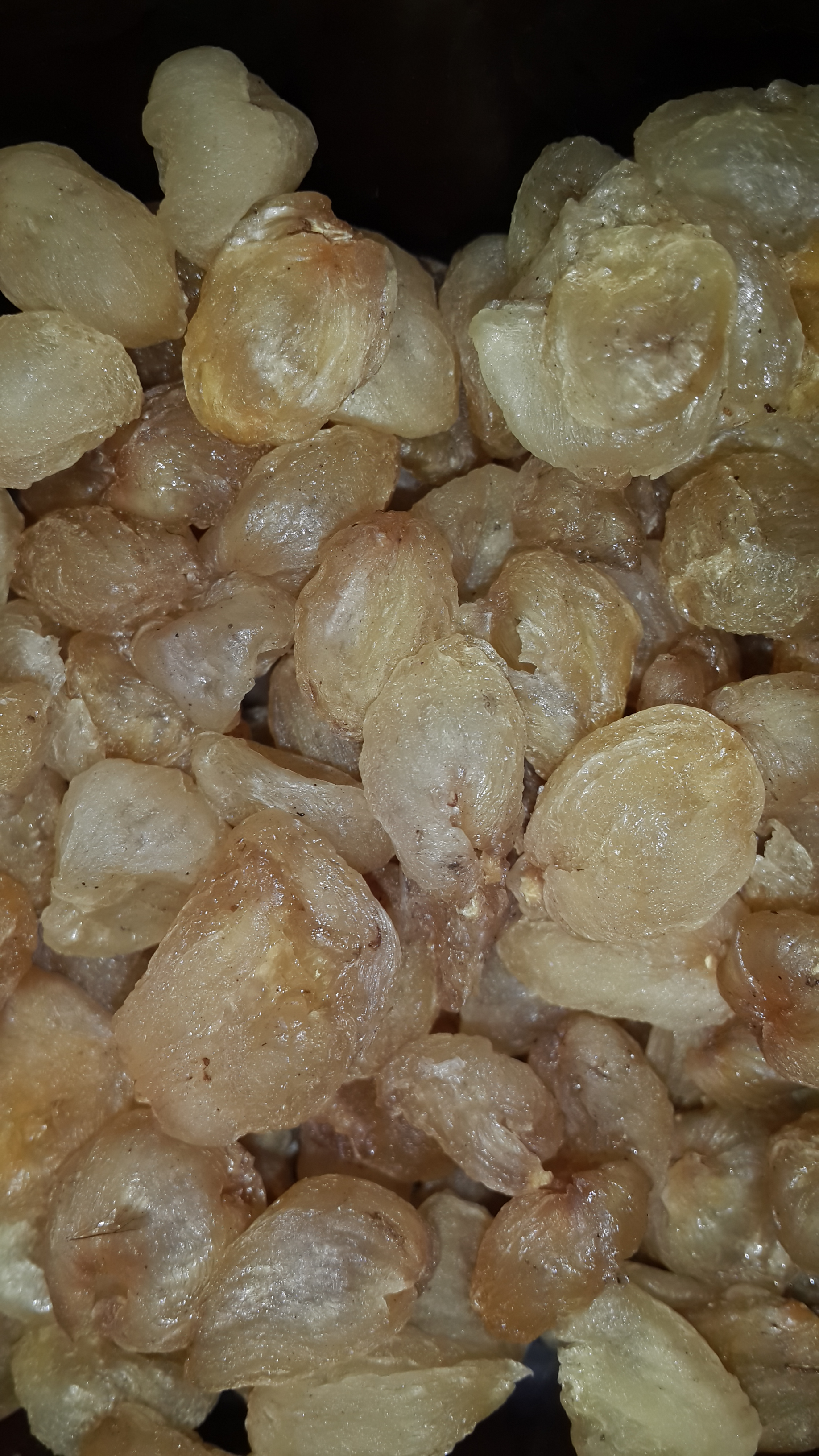
Cùi nhãn khô